# Asplenium erectum
Asplenium erectum là một loài dương xỉ trong họ Aspleniaceae. Loài này được Bory ex Willd. mô tả khoa học đầu tiên năm 1810.